# ۳۰۳ (قمری)
۳۰۳ (قمری)، سیصد و سومین سال در گاهشماری هجری قمری است. اول محرم این سال برابر با بیست و دوم ژوئیه سال ۹۱۵ میلادی است.